# Neoepiscardia paraxena
Neoepiscardia paraxena är en fjärilsart som beskrevs av Edward Meyrick 1908. Neoepiscardia paraxena ingår i släktet Neoepiscardia och familjen äkta malar. Inga underarter finns listade i Catalogue of Life.